# 제주 성읍마을 고창환 고택
제주 성읍마을 고창환 고택은 대한민국 제주특별자치도 서귀포시 표선면 성읍리, 성읍마을에 있는 조선시대의 가옥이다. 1979년 1월 26일 대한민국의 국가민속문화재 제70호로 지정되었다.

## 개요
예전 정의(성읍) 고을에서 여인숙으로 사용하였던 곳이다. 19세기초에 세운 것으로 보이며 정의향교와 이웃해 있다. 안채(안거리)와 헛간채를 둔 단촐한 구성의 집으로 지금도 주민들 사이에서는 '여관집'으로 불린다.
문을 들어서면 왼쪽 곁으로 헛간채, 그 앞 마당을 가로질러 안채가 있다. 안채 뒤편에는 넓은 텃밭과 수목들이 우거져 집 주변과 안의 경치를 조화롭게 꾸미고 있다.
안채는 한라산 산남지역에서 볼 수 있는 전형적인 3칸 집이다. 앞에서 볼 때 왼쪽부터 부엌, 대청, 안방으로 구성되어 있는데 부엌 뒤쪽에 작은방, 안방 뒤쪽에 곡물을 쌓아 두던 '고팡'을 마련하였다. 대청마루와 안방 앞쪽으로는 툇마루를 두었고 대청마루에 두 개의 쌍여닫이널문을 설치하였다. 그 중 오른쪽 문에는 바깥사람과 잠깐 말을 나눌 때 사용하는 '호령창'을 만들었다. 부엌 앞에는 물동이를 넣는 바구니(물구덕)을 얹어두는 넓적한 ‘물팡’이 있다.
헛간채는 1칸으로 멍석이나 살림도구를 두던 곳이다. 안채 옆에 오래된 뒷간이, 집 입구에는 현대식 뒷간이 있어 좋은 대조가 된다.
여관으로서 특이한 가옥 형태는 찾아볼 수 없지만 평범하고 단촐한 옛 농가의 형태를 살피고 대문 없는 민가를 연구하는데 좋은 자료가 되고 있다.

## 명칭 변경
당초 문화재 지정명칭은 '성읍 이영숙 가옥'이었으나, 본래 고창환이 살던 집을 2004년 남제주군에서 매입한 집임을 감안하여 '제주 성읍마을 고창환 고택'으로 2017년 2월 28일 명칭이 변경되었다.

## 같이 보기
- 성읍마을

## 참고 자료
- 제주 성읍마을 고창환 고택 - 국가유산청 국가유산포털